# Marcello Tegalliano
Marcello Tegalliano foi, segundo a tradição, o segundo doge de Veneza e governou a República de Veneza de 717 a 726. Pouco é conhecido sobre ele: segundo o historiador John Julius Norwich, foi um dos mestre dos soldados co-signatários do tratado entre Liuprando, líder dos Lombardos e Paulo Lúcio Anafesto, o primeiro doge. Ele morreu em 726 e foi sucedido por Orso Ipato.